# The Wicker Man (1973)
The Wicker Man (prt: O Sacrifício; bra: O Homem de Palha) é um filme de terror britânico do subgênero folk horror lançado em 1973 dirigido por Robin Hardy e estrelado por Edward Woodward, Britt Ekland, Diane Cilento, Ingrid Pitt e Christopher Lee. O roteiro é de Anthony Shaffer inspirado no romance Ritual de David Pinner publicado em 1967. A trilha sonora pertence ao compositor Paul Giovanni. A trama gira em torno da visita de um policial, o sargento Neil Howie, à fictícia e isolada ilha escocesa de Summerisle em busca de uma garota desaparecida. Howie, um cristão devoto, fica horrorizado ao descobrir que os habitantes da ilha abandonaram o cristianismo e agora praticam uma forma de paganismo celta.
The Wicker Man recebeu análises positivas dos críticos e é creditado por introduzir o homem de vime na cultura popular. Um remake homônimo foi lançado em 2006 com Nicolas Cage no papel principal porém foi mal avaliado e figura em listas de piores remakes de todos os tempos.

## Trama
Em 29 de abril, o sargento Neil Howie (Edward Woodward), da Polícia de West Highlands, viaja de hidroavião para a remota e verdejante ilha de Summerisle nas Hébridas, para investigar o desaparecimento de uma jovem, Rowan Morrison (Geraldine Cowper), sobre a qual recebeu uma carta anônima. Howie sendo um cristão devoto fica perturbado ao encontrar os habitantes da ilha prestando homenagem aos deuses celtas de seus ancestrais, com as igrejas cristãs em desuso. Eles copulam abertamente nos campos, incluem crianças nas celebrações do Dia de Maio e as ensinam sobre a associação fálica do mastro, e um deles coloca um sapo na boca de uma criança para curar sua dor de garganta. Os ilhéus parecem estar tentando frustrar sua investigação alegando que Rowan nunca existiu.
Enquanto Howie está hospedado na Pousada Green Man a filha do senhorio tenta seduzi-lo, mas ele resiste, explicando que está noivo e deve reservar sexo para o casamento. O protagonista nota uma série de fotografias celebrando a colheita anual, cada uma retratando uma jovem como a Rainha de Maio. A fotografia da celebração mais recente desapareceu e o senhorio lhe diz que estava quebrada. Na escola local, Howie pergunta aos alunos sobre Rowan, mas todos negam sua existência. Ele verifica o registro da escola e encontra o nome de Rowan e então questiona a professora, que o direciona ao túmulo de Rowan.
No dia seguinte, 30 de abril, Howie encontra-se com o líder da ilha, Lord Summerisle (Christopher Lee) neto de um agrônomo vitoriano para obter permissão pois precisa exumar o corpo de Rowan. Summerisle explica que, em 1868, seu avô desenvolveu variedades de árvores frutíferas que prosperariam no clima da Escócia e encorajou a crença de que o retorno aos antigos deuses traria prosperidade à ilha entre a população anteriormente cristã. Devido às colheitas abundantes, os outros habitantes da ilha gradualmente abraçaram o paganismo com os ministros cristãos fugindo para o continente.
Ao exumar o túmulo de Rowan, Howie descobre que o caixão contém apenas o corpo de uma lebre. Ele também encontra a fotografia da colheita perdida, mostrando Rowan em pé entre caixas vazias; a safra havia fracassado pela primeira vez desde que os pomares foram estabelecidos. Sua pesquisa revela que um sacrifício humano é oferecido aos deuses em caso de quebra de safra. O sargento por fim conclui que Rowan está vivo e em breve será sacrificado para garantir uma colheita bem-sucedida nesta temporada.
Na manhã seguinte, no Dia de Maio, Howie busca ajuda no continente e retorna ao seu hidroavião, apenas para descobrir que ele não funciona mais e que o rádio está danificado; ele não pode sair nem pedir ajuda. Mais tarde naquele dia, durante a celebração pagã, Howie subjuga o estalajadeiro e rouba sua fantasia e máscara de Punch (o Louco) para se infiltrar no desfile. Rowan é finalmente descoberta. Howie a liberta e foge com ela para uma caverna. Ao saírem, são interceptados pelos aldeões, aos quais Rowan retorna alegremente.
Summerisle diz a Howie que Rowan nunca foi o sacrifício pretendido – Howie é. Ele atende aos quatro requisitos dos deuses: veio por livre e espontânea vontade, tem "o poder de um rei" por representar a lei, é virgem e é um "tolo" por cair na armadilha deles. O protagonista avisa Summerisle e os ilhéus que as colheitas estão fracas devido à inadequação do clima e que os aldeões se voltarão contra Summerisle e o sacrificarão no próximo verão, quando a colheita falhar novamente, mas seus apelos são ignorados.
Os aldeões forçam Howie a entrar em uma estátua gigante de um homem de vime, juntamente com vários animais, a incendeiam e a cercam, cantando a canção folclórica do inglês médio "Sumer Is Icumen In". Dentro do homem de vime, Howie recita o Salmo 23 e ora a Deus. Howie e os animais morrem queimados enquanto a cabeça do homem de vime desaba em chamas, revelando o pôr do sol.

## Elenco
- Edward Woodward como Sargento Neil Howie
- Christopher Lee como Lorde Summerisle
- Britt Ekland como Willow MacGregor (Voz: Annie Ross/Canto: Rachel Verney)
- Lesley Mackie como Daisy
- Diane Cilento como Srta. Rose
- Ingrid Pitt como Bibliotecária
- Lindsay Kemp como Alder MacGregor (o senhorio)
- Ian Campbell como Carvalho
- Russell Waters como Capitão do Porto
- Aubrey Morris como Velho Jardineiro/Coveiro
- Irene Sunter como May Morrison
- Jennifer Martin como Myrtle Morrison
- Donald Eccles como TH Lennox
- Walter Carr como Mestre
- Roy Boyd como Broome
- Peter Brewis como Músico
- Geraldine Cowper como Rowan Morrison
- John Young como Peixeiro
- Myra Forsyth como Sra. Grimmond
- Alison Hughes como a noiva do Sargento Howie
- Barbara Rafferty como mulher com bebê
- John Sharp como Doutor Ewan (versão extendida)
- John Hallam como o policial Hugh McTaggart (versão extendida)
- Tony Roper como Carteiro (versão extendida)

## Produção

### Antecedentes
No início da década de 1970, Christopher Lee era um ator regular da Hammer Horror mais conhecido por seus papéis em uma série de filmes de sucesso, começando com The Curse of Frankenstein (1957). Lee queria se libertar dessa imagem e assumir papéis de atuação mais interessantes. A ideia para The Wicker Man começou em 1971, quando o intérprete se encontrou com o roteirista Anthony Shaffer e eles concordaram em trabalhar juntos. O diretor de cinema Robin Hardy e o chefe da British Lion, Peter Snell se envolveram no projeto. Shaffer teve uma série de conversas com Hardy, e os dois decidiram que fazer um filme de terror centrado na "velha religião" seria divertido, em nítido contraste com os filmes da Hammer que ambos tinham visto como horror comum.
O roteirista leu o romance Ritual de David Pinner no qual um policial cristão é chamado para investigar o que parece ser o assassinato ritual de uma jovem em uma vila rural, e decidiu que serviria bem como material de origem para o projeto. Pinner havia escrito Ritual originalmente como um tratamento de filme para o diretor Michael Winner que tinha John Hurt em mente como uma possível estrela. Winner eventualmente recusou, então o agente de Pinner o convenceu a transformar o tratamento em romance. Shaffer e Lee pagaram a Pinner £ 15.000 (equivalente a £ 268.000 em 2023) pelos direitos do romance, e o primeiro começou a escrever o roteiro. Ele logo decidiu que uma adaptação direta não funcionaria bem, então elaborou uma nova história baseada apenas vagamente na história do livro.
Shaffer queria que o filme fosse "um pouco mais culto" do que a média dos longa-metragens de terror. Ele queria especificamente o mínimo de violência e sangue. Ele estava cansado de ver que o gênero dependiam quase inteiramente de jump scare para serem assustadores. O foco de The Wicker Man se cristalizou quando ele "finalmente atingiu o conceito abstrato de sacrifício". A imagem do homem de vime, que deu título aos cineastas, foi retirada da descrição da prática de sacrifício humano pelos gauleses por Júlio César em De Bello Gallico: "Outros têm figuras de tamanho vasto, cujos membros são feitos de vime e enchem-nos com homens vivos, que, sendo incendiados, perecem envoltos nas chamas". A implantação de um confronto entre um cristão moderno e uma comunidade pagã remota continuou a intrigar Shaffer, que realizou uma pesquisa sobre o paganismo. Em um brainstorming com Hardy, eles conceberam o longa-metragem como apresentando os elementos pagãos de forma objetiva e precisa, acompanhado por música autêntica em um cenário contemporâneo e crível. Uma de suas principais leituras foi The Golden Bough, um estudo de mitologia e religião escrito pelo antropólogo escocês James Frazer.

### Escolha de Elenco
O ator de televisão Edward Woodward foi escalado para o papel do sargento Neil Howie depois que o papel foi recusado por Michael York e David Hemmings. Na Grã-Bretanha, Woodward era mais conhecido por sua interpretação no seriado Callan que interpretou de 1967 a 1972. Depois de The Wicker Man o ator ganharia atenção internacional por seus papéis no filme Breaker Morant de 1980 e na série de TV dos anos 80, The Equalizer.
Depois que Shaffer a viu no palco, ele conseguiu retirar Diane Cilento da aposentadoria para interpretar a professora da cidade. Ingrid Pitt, outra veterana do cinema de terror britânico, foi escalada como a bibliotecária e registradora da cidade. A atriz sueca Britt Ekland foi escolhida para ser a filha lasciva do estalajadeiro, embora duas dublês de corpo tenham sido usadas para suas cenas nuas abaixo da cintura. Ekland descobriu que estava grávida de três meses de seu filho Nic duas semanas após o início das filmagens. Stuart Hopps (o coreógrafo do filme) chamou Lorraine Peters, uma dançarina de boate de Glasgow, que girou na porta e contra a parede de um quarto nas cenas de "parede" totalmente nua. As vozes faladas e cantadas de Ekland foram dubladas por Annie Ross e Rachel Verney, respectivamente.
Uma garota local chamada Jane Jackson foi contratada como substituta de Ekland nas encenações. Jackson era loira e tinha uma semelhança com Ekland, mas não esteve envolvida em nenhuma outra produção.

### Filmagem

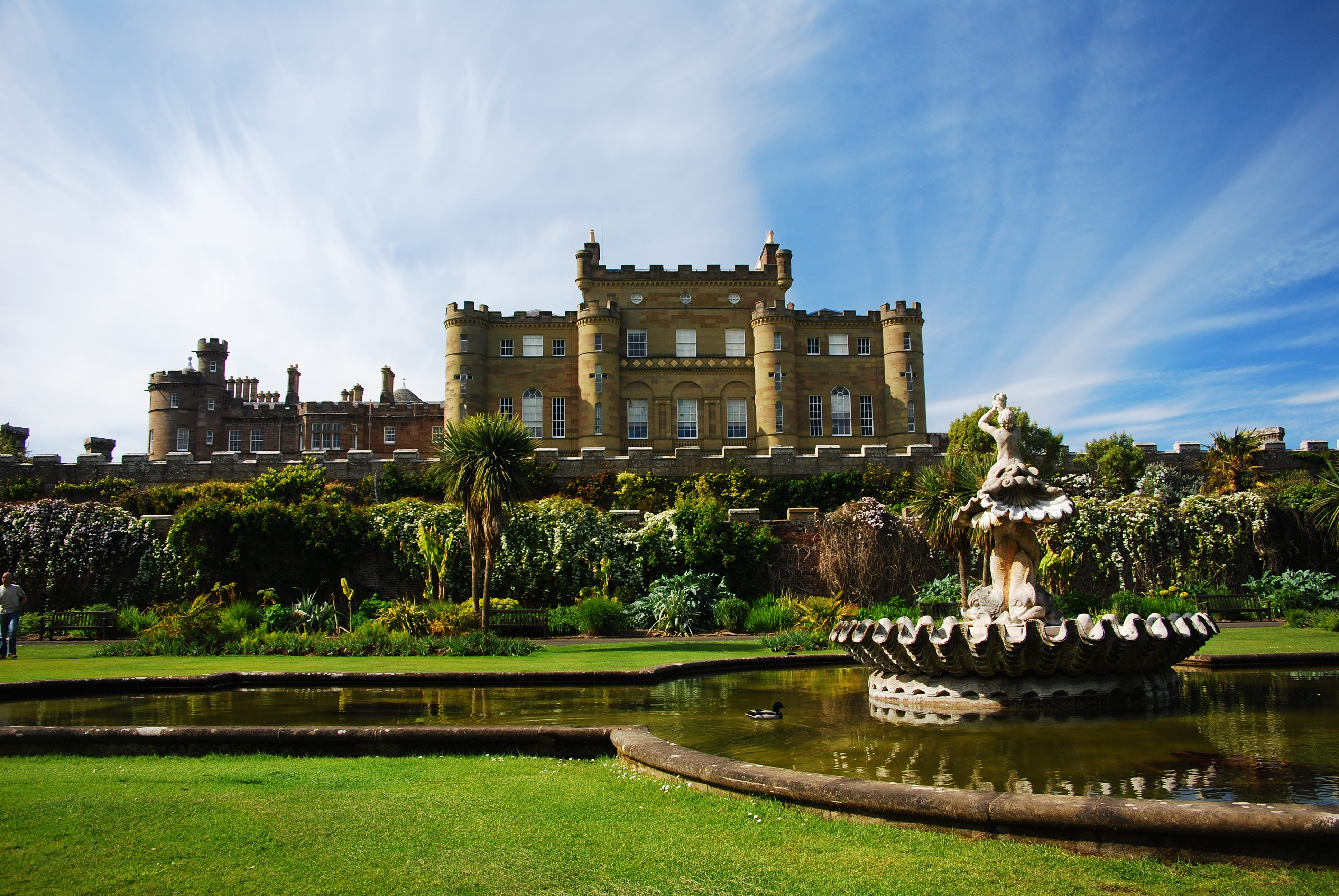
Castelo de Culzean em Ayrshire na Escócia

O filme foi produzido em um momento de crise para a indústria cinematográfica britânica. O estúdio responsável pela produção, British Lion Films, estava com problemas financeiros e foi comprado pelo rico empresário John Bentley. Para convencer os sindicatos de que não estava disposto a desfazer-se dos ativos da empresa, Bentley precisava colocar o filme em produção rapidamente. Isso significava que, embora The Wicker Man fosse ambientado na primavera, as filmagens começaram em outubro de 1972; folhas e flores artificiais tiveram que ser coladas às árvores em muitas cenas. A produção foi mantida em um orçamento pequeno. Christopher Lee estava extremamente ansioso; ele e outros trabalharam na produção sem remuneração. Enquanto as filmagens aconteciam, a British Lion foi comprada pela EMI Films.
The Wicker Man foi rodado quase inteiramente nas pequenas cidades escocesas de Stranraer, Gatehouse of Fleet, Newton Stewart, Kirkcudbright, Anwoth e Creetown em Galloway bem como Plockton em Ross-shire. Algumas cenas foram filmadas dentro e ao redor da Ilha de Whithorn onde os proprietários do castelo, Elizabeth McAdam McLaughland e David Wheatley, além de várias outras pessoas locais, apareceram em várias cenas. O Castelo de Culzean em Ayrshire e o Castelo de Floors em Roxburghshire também foram usados para as filmagens. Algumas das tomadas aéreas de abertura apresentam a Ilha de Skye incluindo os pináculos de The Storr e Quiraing. Sequências internas da caverna foram filmadas dentro de Wookey Hole em Somerset. Hush Heath Estate em Staplehurst Kent faz uma breve aparição no filme, servindo como pomar e jardins de Lord Summerisle. O clímax ocorre na caverna de St Ninan e nos penhascos de Burrow Head em Wigtownshire.
Britt Ekland espalhou o boato de que animais morreram nos bastidores e nas gravações de The Wicker Man, informação negada por Robin Hardy.

## Trilha sonora
A trilha sonora foi arranjada, gravada e parcialmente composta por Paul Giovanni. De acordo com Seamus Flannery em um documentário subsequente, o diretor Robin Hardy surpreendeu o elenco ao anunciar repentinamente no meio das filmagens que eles estavam fazendo um "musical". Toda a soundtrack de The Wicker Man é baseada em grande parte no trabalho de Cecil Sharp um "pai fundador" do movimento de renascimento folclórico do início do século XX. Usando as coleções de Sharp como modelo, Shaffer relatou a Giovanni quais cenas deveriam ter música e, em alguns casos, forneceu letras que seriam apropriadas para festivais pagãos de primavera. Outras canções vêm de uma tradição folclórica posterior; por exemplo, "Corn Riggs", dos bardos da Escócia, Robert Burns, acompanha a chegada de Howie em Summerisle. A letra foi retirada diretamente da música de Burns "The Rigs of Barley", mas Giovanni usou uma melodia muito diferente sendo baseada em "Corn Riggs" e alterada para combinar com suas letras.

### Recepção
Jason Nickey, ao analisar o álbum para a Allmusic escolheu "Gently Johnny", "Maypole" e "Willow's Song" como destaques. escreve ele: "[Os produtores] usam flautas, liras, gaitas e guitarras numa mistura de material original e tradicional para criar um mundo misterioso e sinistro que ganha vida à parte do filme". Chris Jones para a BBC relata que assim como o filme é cult "agora foi corretamente colocado no panteão dos grandes celuloides [...] sua trilha sonora merece os mesmos elogios". O crítico observa que as "melodias cadenciadas (como é que o folk é sempre cadenciado?) de números como "Corn Rigs", "Gently Johnny" e Willow's Song são repletas de um erotismo vagamente sinistro, refletindo o desconforto de Woodward enquanto ele arranha a superfície tranquila da comunidade da ilha para descobrir seu segredo sinistro, talvez seja preciso um estrangeiro para chegar ao cerne obscuro de grande parte da nossa música indígena", conclui, "mas é uma escuridão impregnada de beleza. Somado à música incidental original [...] este é um documento vital de uma época em que o Reino Unido ainda podia produzir cinema clássico. É também um álbum realmente excelente". TightPurpleShirt analisou a versão de 1998 do álbum para a Head Heritage e a chamou de "trilha sonora incrível", apesar de criticar a exclusão de "Gently Johnny". Ele observa que as faixas "abrangem tudo, desde música folclórica tradicional, tocada pelo MAGNET [...] Algumas sequências de efeitos sonoros surreais e um trabalho de guitarra levemente psicodélico [...] Há também uma faixa chamada Hum que, se estendida por um CD inteiro, poderia ser comercializada por qualquer número de grupos de drones como seu melhor álbum até hoje. A coisa toda é uma foda [sic] do começo ao fim e é gloriosa".
A trilha sonora tem influenciado desde então a música alternativa. Em 2004, o músico experimental de folk eletrônico Momus e a cantora francesa Anne Laplantine colaboraram em um álbum de canções Summerisle. Momus/Nick Currie disse que o projeto reconhecia "uma homenagem a Lord Summerisle, do The Wicker Man". Algumas das músicas (mais notavelmente "Willow's Song") foram regravadas por artistas contemporâneos como Nature and Organisation, Mediæval Bæbes, Doves, Faith and the Muse, Isobel Campbell e Sneaker Pimps. Um cover de "Fire Leap" foi lançado como single por Gazelle Twin.
Em 2013, a Spin classificou a trilha sonora em 11º lugar em sua lista de "40 soundtrack de filmes que mudaram a música alternativa", escrevendo: "A trilha sonora do compositor americano Paul Giovanni se deleitou com o idioma folk britânico que bandas como Pentangle haviam revitalizado, entrelaçando padrões e também 'Baa Baa Black Sheep', sem dúvida influenciando freak-folkers como Devendra Banhart e Joanna Newsom. No entanto, apesar de todos os seus sons campestres, havia uma estranha estranheza à espreita nas bordas, uma inocência infantil misturada com malícia, antecipando a estética tanto do Animal Collective quanto do Broadcast.

#### Lista de faixas
Edição de 1998
1. "The Wicker Man (Main Title)"
2. "Corn Riggs"
3. "Landlords Daughter"
4. "Festival Photos"
5. "Loving Couples"
6. "Willow's Song" - Vocals: Annie Ross
7. "Maypole Song"
8. "Beetle"
9. "Ruined Church Sequence"
10. "Corn Riggs" & "Fireleap"
11. "Fireleap (Reprise)"
12. "Graveyard Sequence" - "Tinker Of Rye"
13. "Tinker Of Rye (Part 2)"
14. "Festival"
15. "Masks"
16. "Hobby Horse & Tarring"
17. "Search 1 - Baa, Baa, Black Sheep"
18. "Search 2"
19. "Hand Of Glory"
20. "Procession"
21. "Chop Chop"
22. "Horn At Cave - Cave Chase"
23. "The Anointing"
24. "Hum"
25. "Approach"
26. "Summer Is A Coming In"
27. "The Wicker Man (End Title)"

Edição de 2002
1. "Corn Rigs"
2. "The Landlords Daughter"
3. "Gently Johnny"
4. "Maypole"
5. "Fire Leap"
6. "The Tinker Of Rye"
7. "Willow's Song"
8. "Procession"
9. "Chop Chop"
10. "Lullaby"
11. "Festival" / "Mirie It Is" / "Sumer Is A-Cumen In"
12. "Opening Music" / "Loving Couples" / "The Ruined Church"
13. "The Masks" / "The Hobby Horse"
14. "Searching For Rowan"
15. "Appointment With The Wicker Man"
16. "Sunset"

## Lançamento
Na época da conclusão do filme, o estúdio havia sido comprado pela EMI, e a British Lion era administrada por Michael Deeley. O comentário do DVD afirma que os executivos do estúdio sugeriram um final mais "otimista" para o longa-metragem, no qual uma chuva repentina apaga as chamas do homem de vime e poupa a vida de Howie, mas essa sugestão foi recusada. Hardy posteriormente teve que remover cerca de 20 minutos de cenas, investigações iniciais e (para decepção de Lee) parte do encontro inicial de Lord Summerisle com Howie.

### Lançamento original
A primeira exibição do filme foi para distribuidores comerciais e de cinema em 3 de dezembro de 1973. O primeiro lançamento público nos cinemas foi uma semana de exibições de teste no Metropole Cinema London em 6 de dezembro de 1973, antes do lançamento público oficial em janeiro de 1974.
Uma cópia de uma versão finalizada de 99 minutos foi enviada ao produtor cinematográfico americano Roger Corman em Hollywood para fazer um julgamento de como comercializar o filme nos Estados Unidos. Corman recomendou que 13 minutos adicionais fossem cortados. O produtor não adquiriu os direitos de lançamento nos EUA e, eventualmente, a Warner Bros testou o filme em cinemas drive-ins. Ele foi exibido na área metropolitana de Atlanta em maio de 1974 sendo por fim restaurada e relançada em 1979.

### Primeira restauração e relançamento em VHS
Em meados da década de 1970, Hardy fez perguntas sobre o filme, na esperança de restaurá-lo à sua visão original. Junto com Lee e Shaffer, Hardy procurou seu corte original, ou filmagem bruta. Ambos pareciam ter sido perdidos. O diretor Alex Cox disse em sua introdução ao Moviedrome em 1988 que o negativo "acabou nos postes que sustentam a rodovia M4".
A versão original de 99 minutos estava disponível nos EUA em mídia doméstica VHS da Media Home Entertainment (e mais tarde Magnum) durante as décadas de 1980 e 1990. Este lançamento inclui cenas iniciais adicionais ambientadas dentro da delegacia de polícia de Howie, que Hardy havia deixado de fora da restauração de 1979. No ano de 2001, uma remasterização do corte de 88 minutos foi publicada em VHS, rotulada como "Theatrical Version".

#### Final cut
Os distribuidores europeus do StudioCanal iniciaram uma campanha no Facebook em 2013 para encontrar o material perdido, o que culminou na descoberta de uma cópia de 35 mm de 92 minutos no Harvard Film Archive . Esta edição era anteriormente conhecida como "versão intermediária" e foi montada a partir de uma cópia de 35 mm da edição original que Robin Hardy fez no Reino Unido em 1973, mas ela nunca foi lançada. Robin Hardy acreditava que a edição original provavelmente nunca seria encontrada, dizendo: "Infelizmente, parece que isso foi perdido para sempre. No entanto, estou muito feliz que uma cópia de The Wicker Man de 1979 tenha sido encontrada, pois eu também montei este corte sozinho, e ele restaura crucialmente a ordem da história para o que eu pretendia originalmente".
Robin Hard relatou em julho de 2013 que o Studiocanal pretendia restaurar e lançar a versão mais completa possível do filme. A Rialto Pictures anunciou que divulgaria a nova restauração digital nos cinemas norte-americanos em 27 de setembro de 2013. Esta nova versão também foi posteriormente publicada em DVD em 13 de outubro de 2013, contendo 91 minutos de duração, mais curto que o corte do diretor, mas mais longo que o corte teatral, e é conhecido como "The Wicker Man: The Final Cut". O mesmo estúdio também lançou uma restauração em Blu-ray no mesmo ano junto com sua trilha sonora, entrevistas com Christopher Lee e Robin Hard, making-of e diversos comentários em áudio.

##### Restauração em 4K
Durante o aniversário de 50 anos de seu lançamento, The Wicker Man ganhou uma restauração em 4k intitulada de "4K Ultra HD Collector's Edition" sendo lançado oficialmente em 25 de setembro de 2023.
Em 21 de junho, o Final Cut restaurado em 4K foi exibido nos cinemas de todo o Reino Unido, juntamente com uma sessão de perguntas e respostas filmada em Londres, apresentada por Edith Bowman com convidados como Britt Ekland e os filhos de Robin Hardy, Julian e Dominic, promovendo seu documentário Wickermania!.

## Recepção
David McGillivray do The Monthly Film Bulletin elogiou o filme como "uma peça imensamente agradável de bobagem, completamente bem pesquisada, executada e dirigida". A Variety escreveu que o roteiro de Anthony Shaffer é "pura imaginação e quase terror, que raramente antes foi igualado". Kevin Thomas do Los Angeles Times chamou-o de "uma obra espirituosa do macabro" com "as esplêndidas atuações típicas dos filmes britânicos". Janet Maslin do The New York Times foi mais negativa, chamando-o de "belamente fotografado" com "boas atuações", mas "algo de um uivo", embora "pareça ter sido feito com toda a seriedade".
The Wicker Man teve inicialmente um sucesso moderado e ganhou o Licorne de Ouro de Melhor Filme no Festival Internacional de Cinema Fantástico e de Ficção Científica de Paris de 1974, mas caiu no esquecimento. Em 1977, a revista de cinema americana Cinefantastique dedicou uma edição comemorativa ao filme, afirmando ser o "Cidadão Kane dos filmes de terror" — uma frase frequentemente citada atribuída a esta edição.
Décadas após seu lançamento, o filme ainda recebe críticas positivas dos críticos e é considerado um dos melhores de 1973. No website agregador de críticas de filmes Rotten Tomatoes, The Wicker Man detém uma classificação de 90% "Fresh" com base em 61 avaliações, com uma pontuação média ponderada de 8/10 e o consenso do site: "Este filme de terror inteligente é sutil em suas emoções e arrepios, com um final que é chocante e verdadeiramente memorável". Em 2008, The Wicker Man foi classificado pela Empire na posição 485 dos 500 Maiores Filmes de Todos os Tempos. Os atores Edward Woodward e Christopher Lee consideram o longa-metragem o melhor de suas filmografia. Em 2010, o jornal The Guardian classificou-o como nº 4 em sua lista de "25 melhores filmes de terror de todos os tempos". No ano de 2004, a cena de sacrifício humano de The Wicker Man ficou em 45º lugar nos 100 momentos mais assustadores do cinema segundo a Bravo.

## Na Cultura Popular
O filme trouxe a figura do homem de vime para a cultura popular. Em sua série documental da BBC de 2010 A History of Horror o escritor e ator Mark Gatiss se referiu a The Wicker Man como um excelente exemplo de um subgênero de curta duração que ele chamou de "terror folclórico", agrupando-o com Witchfinder General de 1968 e The Blood on Satan's Claw (1971). Em 1998, a banda sueca de black metal Marduk usou uma frase deste filme na introdução da faixa "Slay the Nazarene" do álbum Nightwing. Em 2000, a banda inglesa de heavy metal Iron Maiden lançou um single chamado "The Wicker Man" em homenagem ao longa-metragem. A banda inglesa Radiohead lançou o videoclipe da música "Burn the Witch", feito em animação stop-motion e cujo enredo lembra The Wicker Man. "Willow's Song" foi sampleada na faixa "Wickerman" do Pulp. The White, um EP de 2008 da banda americana de metal extremo Agalloch incluiu três faixas com amostras de diálogos do filme: "The Isle of Summer", "Summerisle Reprise" e "Sowilo Rune".
Desde o lançamento de The Wicker Man um homem de vime por ano vem sendo queimado em festivais como o Burning Man nos Estados Unidos e Festival Wickerman na Escócia. Devido a seu impacto em 2003, o Crichton Campus da Universidade de Glasgow em Dumfries sediou uma conferência de três dias sobre The Wicker Man que resultou na publicação de duas coleções de artigos sobre o filme. O diretor Ari Aster credita o longa-metragem como inspiração para a sua direção de Midsommar (2019).

## Trabalhos relacionados
Uma novelização que expande a história e leva o mesmo título foi lançada em 1978 sendo escrita por Hardy e Shaffer. No dia 24 de outubro de 2023, um novo livro de bastidores, The Wicker Man: The Official Story of the Film, foi publicado pela Titan Books e escrito por John Walsh contendo novas entrevistas, fotos e outros materiais do filme. Foi licenciado pelo detentor dos direitos do filme, StudioCanal. Também em 2023, dois dos filhos de Robin Hardy, Justin e Dominic, anunciaram que haviam criado um documentário sobre The Wicker Man chamado Wickermania!. Eles já haviam recebido permissão e um desconto do Canal+ para usar filmagens existentes e tinham vários documentos originais relacionados à produção. Eles buscavam financiar o lançamento do documentário, posteriormente renomeado Children of the Wicker Man via Kickstarter. Naquele mesmo ano, uma adaptação para o rádio por Anthony DP Mann foi produzida pela Bleak December Inc. em um acordo com o StudioCanal e transmitida pela BBC Radio 4 Extra em 2 de dezembro de 2023 como parte de uma noite de programas com o tema "Wicker Man", O elenco incluía Mann como Sargento Howie, Brian Blessed sendo o Lord Summerisle, e Laurence R. Harvey interpretando MacGregor.
Os artistas britânicos David Bramwell e Eliza Skelton apresentam um show itinerante intitulado Sing-along-a-Wickerman que inclui muitas atividades temáticas de The Wicker Man, culminando em uma exibição do filme para cantar junto. A apresentação está em andamento desde pelo menos 2011 e recebeu críticas positivas de veículos de notícias como The Guardian e Time Out. O diretor do longa-metragem Robin Hardy compareceu algumas vezes, chamando-o de "diversão incrível".

### Possível sequência
Em 1989, Shaffer escreveu um roteiro de filme de 30 páginas intitulado The Loathsome Lambton Worm uma sequência direta de The Wicker Man para o produtor Lance Reynolds. Teria sido mais inclinado para fantasia do que o antecessor e dependia mais fortemente de efeitos especiais. Nesta continuação da história, que começa imediatamente após o final do primeiro filme, o sargento Neil Howie é resgatado do homem de vime em chamas por um grupo de policiais britânicos. Howie parte para levar Lord Summerisle e seus seguidores pagãos à justiça, mas se envolve em uma série de desafios que colocam os deuses antigos contra sua própria fé cristã. O roteiro culmina em uma batalha climática entre Howie e um dragão - o titular Lambton Worm - e termina com um Howie suicida mergulhando para a morte de um penhasco enquanto é amarrado a duas grandes águias. A sequência nunca foi produzida, mas seu tratamento, completo com ilustrações, foi finalmente publicado no livro complementar Inside The Wicker Man.
O diretor Robin Hardy não foi convidado para dirigir a sequência pois não gostou da ideia de Howie sobreviver ao sacrifício, ou do fato de que os atores teriam envelhecido de 20 a 30 anos entre as duas produções. Em maio de 2010, Hardy discutiu The Loathsome Lambton Worm: "Eu sei que Tony escreveu isso, mas não acho que ninguém gostou particularmente, ou teria sido feito". Uma adaptação em audiolivro completa feita por fãs foi lançada por volta de 2020.

### Sucessor espiritual
Em 2011, um sucessor espiritual intitulado The Wicker Tree foi lançado. Foi dirigido por Hardy e contou com uma participação de Christopher Lee. Hardy publicou a história pela primeira vez como um romance, sob o nome de Cowboys for Christ. Anunciado pela primeira vez em abril de 2000, as filmagens do projeto começaram em 19 de julho de 2009, de acordo com a IMDb. Ele segue dois jovens evangelistas cristãos americanos que viajam para a Escócia; como o personagem de Edward Woodward em The Wicker Man, os dois americanos são virgens que encontram um laird pagão e seus seguidores.
Os envolvidos na produção deram declarações conflitantes sobre a identidade do personagem de Christopher Lee, referido apenas como Velho Cavalheiro nos créditos. O escritor/diretor Robin Hardy disse que a ambiguidade foi intencional. Os fãs imediatamente dizem que o personagem de Lee é o Lorde Summerisle. Entretanto o intérprete contradiz isso, afirmando que os dois não deveriam ser o mesmo personagem e que The Wicker Tree não é uma sequência direta.

## Remake
Um remake homônimo dirigido por Neil LaBute e estrelado por Nicolas Cage teve seu lançamento em 2006. A refilmagem recebeu análises extremamente negativas da crítica e público. Atualmente The Wicker Man de 2006 figura em listas de piores remakes de todos os tempos.